# Heinz Simmet
Heinz Simmet (ur. 22 listopada 1944 w Göttelborn, zm. 31 stycznia 2024 w Hürth) – niemiecki piłkarz, który występował na pozycji pomocnika. Wieloletni zawodnik 1. FC Köln. Młodzieżowy reprezentant RFN.

## Kariera klubowa
Simmet karierę rozpoczynał w 1963 roku w Borussii Neunkirchen z Regionalligi Südwest. W 1964 roku awansował z nią do Bundesligi. W lidze tej zadebiutował 21 listopada 1964 w przegranym 0:1 pojedynku z Eintrachtem Frankfurt. 20 marca 1965 w przegranym 2:4 meczu z TSV 1860 Monachium strzelił pierwszego gola w Bundeslidze. Przez trzy lata w barwach Borussii rozegrał 56 spotkań i zdobył 24 bramki.
W 1966 roku Simmet odszedł do Rot-Weiss Essen, także grającego w Bundeslidze. Pierwszy ligowy mecz zaliczył tam 20 sierpnia 1966 roku przeciwko MSV Duisburg (0:2). Graczem Rot-Weiss Essen był przez rok. W 1967 roku przeniósł się do innego pierwszoligowego zespołu, 1. FC Köln. W jego barwach zadebiutował 19 sierpnia 1967 w przegranym 0:3 spotkaniu z Hannoverem 96. W 1. FC Köln grał do końca kariery, czyli do 1978 roku. Przez ten czas zdobył z nim mistrzostwo RFN (1978) oraz trzy Puchary RFN (1968, 1977, 1978).
Zmarł w styczniu 2024 roku.

## Kariera reprezentacyjna
Simmet jest byłym reprezentantem RFN U-23. Grał także w reprezentacji B RFN.